# Propeller (ゲームブランド)
propeller（プロペラ）は、株式会社ウィルのアダルトゲームブランドである。開発はウィルの東京開発室で行っている。

## 作品一覧
- 2004年9月17日 - てこいれぷりんせす! 〜僕が見えない君のため〜
- 2005年6月24日 - あやかしびと（Windows）
- 2006年8月21日 - あやかしびと -幻妖異聞録-（PS2、発売はディンプル）
- 2007年7月27日 - Bullet Butlers
- 2008年5月23日 - クロノベルト-あやかしびと&BulletButlersクロスオーバーディスク-
- 2009年7月24日 - きっと、澄みわたる朝色よりも、
- 2010年5月28日 - エヴォリミット
- 2011年6月24日 - すきま桜とうその都会（中国語版）
- 2012年8月31日 - 東京バベル
- 2013年8月23日 - 願いの欠片と白銀の契約者
- 2014年8月29日 - 蒼撃のイェーガー
- 2023年12月22日[1] ユズリハの詩 -異能力組織犯罪対策部 特殊機動隊 第二課-

- 開発中止 - はるはろ!

## 所属スタッフ
- 頭取担当
  - 頭取 - 珍しいオスの三毛猫。『猫の手帖』2008年1月号のトップ記事を飾る。
- 企画・シナリオ担当
  - 東出祐一郎
- CG担当
  - がそです
  - ホームラン
  - ぎん
- web・その他担当
  - プ〜
- 背景・その他担当
  - 四騎